# Немања Димитријевић
Немања Димитријевић (7. фебруар 1992) је српски параолимпијски спортиста. Такмичи се у дисциплини бацања копља F13, Т13 класификацији. Од 2012. године се укључио у параолимпијски спорт.

## Биографија
Немања Димитријевић је рођен у Београду, 7. фебруара 1992. године. Славобида је особа те се због тога укључио у параолимпијски спорт 2012. године. Спортиста је параатлетске репрезентације Србије. Његова дисциплина је бацање копља F13, Т13.
Завршио је ОШ "Драган Ковачевић", наставио образовање у средњој медицинској, у посебном одељењу за физиотерапеуте. Студирао је на Вишој медицинској школи у Земуну.
Атлетиком се бавио од 2004. године и тада није знао која дисциплина му највише лежи. Трчао је, бацао куглу, да би се на крају одлучио за копље. Све до 2012. године се борио са потпуно здравим учесницима, да би се од тада почео такмичити као особа са инвалидитетом. Његов инвалидитет је дистрофија очне макуле по типу Старгарт.

## Успеси
- Први велики успех је остварио на Светском првенству 2015. године у Дохи где је освојио бронзу.
- Године 2016. на Параолимпијским игарама у Рио де Жанеиру освојио бронзу.
- Године 2016. на Европском првенству у Гросету освојио бронзу.
- Године 2018. на Европском првенству у Берлину освојио бронзу.[2]

## Награде

### Друге награде
- 2016: Награда Браћа Карић